# Librobäck

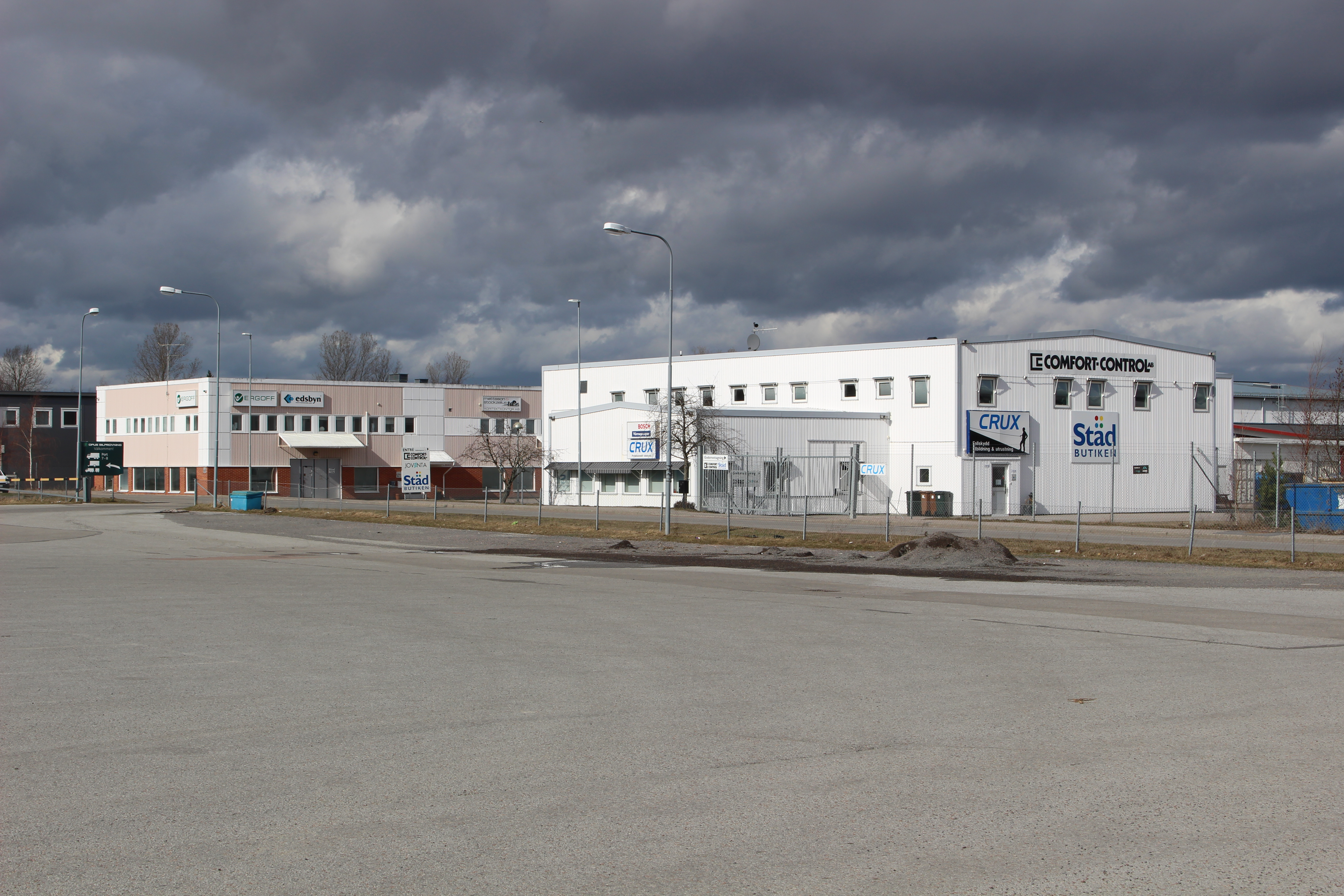
Byggnader i nordvästra delen av Librobäck.

Librobäck är ett område i nordvästra Uppsala som tagit sitt namn från den bäck som rinner igenom området och ut i Fyrisån. Librobäck ingår i stadsdelen Librobäck-Husbyborg. I söder gränsar Librobäck mot Luthagen, delvis längs Dalabanan mot Borlänge och delvis längs Fyrisvallsgatan.  
Det område söder om Fyrisvallsgatan som ofta kallas "Norra Luthagen" har tidigare ibland betraktats som en del av Librobäck, men anses numera vara en del av Luthagen.   
Librobäck är främst ett industriområde, med bland annat återvinningsstation, byggvaruhus, bilverkstäder, bilbesiktningsanläggning, lager och mindre firmor samt Galderama Nordics (tidigare Q-Med) huvudkontor.  
Den södra delen av Librobäck (söder om Bärbyleden) kallas även Börjetull. I Börjetull finns ett företagshotell som går under namnet Skeppet på grund av sitt spektakulära utseende (ett stort vitt kontorshus som liknar aktern på ett skepp, exempelvis en finlandsfärja). I början av 2020-talet revs det mesta av verksamhetslokalerna runt Skeppet, och enligt en detaljplan från 2021 ska det i stället byggas bostäder i området. Innan bygget kan startas måste dock marken saneras.
Börjegatan går från Uppsala centrum genom Librobäck och fortsätter sedan som länsväg 272 mot norra delen av Heby kommun och Gysinge vid Dalälven. Planer på en pendeltågsstation längs järnvägen väster om korsningen med Gysingevägen finns även.